# RKKY相互作用

RKKY相互作用は、金属中の磁気モーメント間の長距離相互作用である。 相互作用エネルギーは距離とともに振動しながら距離の三乗に反比例して減衰する。この振動は、磁気モーメントと金属中の伝導電子との相互作用によって引き起こされる。

RKKY相互作用（RKKYそうごさよう）とは、金属中の伝導電子のスピンを介して行われる局在スピン同士の相互作用である。この相互作用を導出した4人の物理学者（M.A. Ruderman、C. Kittel、T. Kasuya、K. Yosida）の頭文字から、RKKY相互作用と命名された。

## 概要
カリフォルニア大学バークレー校のマルヴィン・ルダーマンとチャールズ・キッテルは、天然の金属銀における異常に広い核スピン共鳴線を説明するために、このモデルを最初に提案した。 この理論においては、ある原子の核のスピンと相互作用する伝導電子と、べつの原子の核スピンと相互作用させる。名古屋大学の糟谷忠雄は、核スピンの代わりに希土類金属のf電子もしくは遷移金属のd電子に適用できると提案した。カリフォルニア大学バークレー校の芳田奎は、これを一般化し、局在スピンに伝導電子と置き換えて論じ、(d電子スピン)-(d電子スピン)、(核スピン)-(核スピン)、(d電子スピン)-(核スピン)の相互作用を記述するハミルトニアンを与えた（s-dまたはs-f交換相互作用）。J.H. Van Vleck は理論の微妙な点、特に1次と2次の摂動的寄与の関係を明らかにした。
RKKY理論の重要な応用に、巨大磁気抵抗(GMR)理論がある。 薄い非磁性材料で隔てられた磁性材料を作成した際、磁性材料の層間の相互作用が、層間の距離を増やしていくと、強磁性と反強磁性の間で振動することが発見された。この強磁性/反強磁性振動は、RKKY理論の一つの予測である。

## 導出
s-d相互作用は次のハミルトニアンで記述される。
{\displaystyle H_{s-d}=-{\frac {J}{2N}}\sum _{k,k',\sigma ,\sigma '}c_{k',\sigma '}^{\dagger }{\boldsymbol {\sigma }}_{\sigma '\sigma }c_{k,\sigma }\cdot {\mathbf {S} }}
ここに、{\displaystyle {\boldsymbol {\sigma }}}、{\displaystyle {\mathbf {S} }} はそれぞれ、伝導電子のスピン、（d電子またはf電子の）局在スピンをあらわす。{\displaystyle c_{k',\sigma '}^{\dagger }} ({\displaystyle c_{k,\sigma }}) は波数 k'（k）、スピン {\displaystyle \sigma '}（{\displaystyle \sigma }）の伝導電子の生成（消滅）演算子を表す。s-d相互作用により局在スピン間には、伝導電子のスピン分極が、距離の3乗で減衰し、振動しながらはたらく（RKKY相互作用）。
距離 {\displaystyle {R}} だけ離れた局在スピン {\displaystyle {\mathbf {S} }_{1}} と {\displaystyle {\mathbf {S} }_{2}} の間に働く、RKKY相互作用は次のように書かれる。
{\displaystyle H_{\rm {RKKY}}=-9\pi {\frac {J^{2}}{\varepsilon _{\rm {F}}}}({\frac {N_{e}}{N}})^{2}f(2k_{\rm {F}}R){\mathbf {S} _{1}}\cdot {\mathbf {S} _{2}}}
ここに、{\displaystyle f(x)={\frac {-x\cos x+\sin x}{x^{4}}}}、{\displaystyle \varepsilon _{\rm {F}}}：フェルミエネルギー、{\displaystyle N_{e}}：伝導電子の数、{\displaystyle k_{\rm {F}}}：フェルミ波数である。
希土類化合物の磁性や、遷移金属化合物のスピングラスなどを議論するうえで重要である。